# Aeroporto Internazionale delle Seychelles
L'Aeroporto Internazionale delle Seychelles è un aeroporto situato a 11 km a sud est di Mahé, nelle Seychelles.
La compagnia principale che opera in questo scalo è la Air Seychelles.